# Rivière Major
Die Rivière Major ist ein Bach im Nordwesten der Seychellen-Insel Mahé.

## Geographie
Die Rivière Major entspringt im Distrikt Bel Ombre, im Gebiet des Morne-Seychellois-Nationalparks, am Westhang der Montagne Jasmin auf einer Höhe von ca. 540 m mit mehreren Quellbächen. Der Bach verläuft nach Westen und mündet bereits nach etwa anderthalb Kilometern in die Bucht Anse Major und in den Indischen Ozean.